# Catopta albimacula
Catopta albimacula is een vlinder uit de familie van de houtboorders (Cossidae). De wetenschappelijke naam van de soort werd voor het eerst geldig gepubliceerd in 1899 door Otto Staudinger.